# Értarcsa
Értarcsa (románul Tarcea) falu Romániában, Bihar megyében, Értarcsa község központja.

## Fekvése
Az érmelléki hegyek alatti síkságon, Érmihályfalvától 7 km-re található.

## Története
Első említése 1163-ból származik Thorsa néven. Az idő folyamán Torsa, Tarcha, Tarcia, Tarczia, Tarcza, Dartsfa, Tarsta, Ér-Tarcsa és Értarcsa néven fordult elő.
1338-ban a kolozsmonostori levéltár egyik oklevele említi "Tharcha iuxa fluv. Eer" formában.
Értarcsa
Értarcsa  eleinte királyi uralom volt.
1326 körül Lőrinc mester (Turul), a Turul nemzetség Kassánál vitézkedő tagja kapta adományként a mára már eltünt településsel; Pusztaapátival együtt.
A 15. században a váradi káptalan birtokaihoz tartozott.
1403-ban az oklevelek Szatmár vármegyéhez tartozónak írták.
1405-ben a település birtokosai között volt a Félegyházi család is.
1503-ban az utód nélkül elhalt zarándi Erdőhegyi László itteni birtokrészét Telegdi István királyi kincstárnok kapta meg.
A török uralom alatt lakatlan, majd csak 1720-tól népesül be újra.
Az 1800-as évek első felében a káptalanon kívül a Bujanovics családnak is volt itt birtoka.
Értarcsához tartozott Tyukszer-Apáti puszta is.

## Lakossága

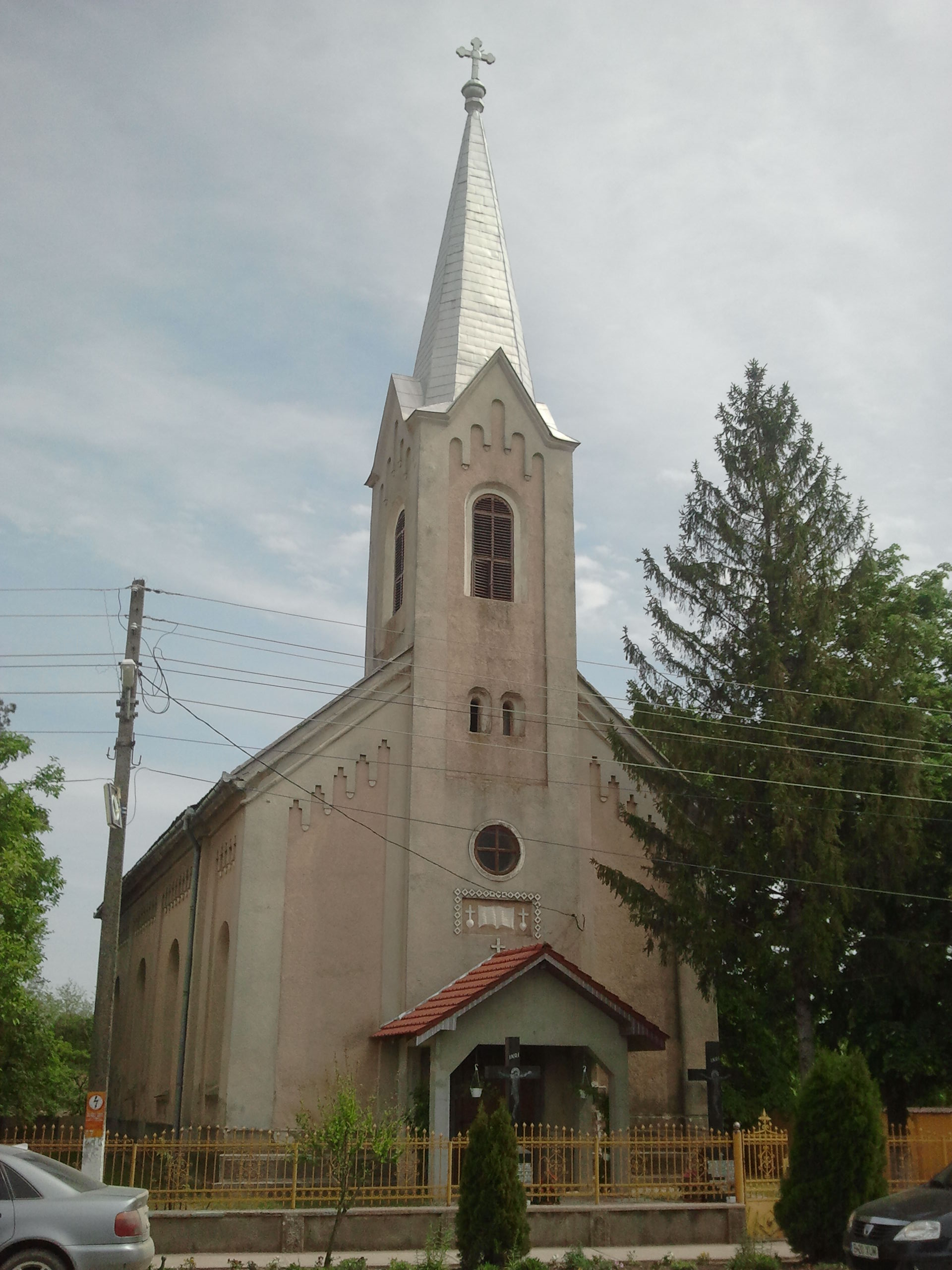
Ortodox templom

1886-ban 912, 1992-ben 1001 lelket számoltak. 2002-es népszámlálás alkalmával 932 főt írtak össze.

## Nevezetességek
- Református temploma 1834-ben épült.
- Görögkatolikus templomát 1846-ban építették.